# Akrylfibrer

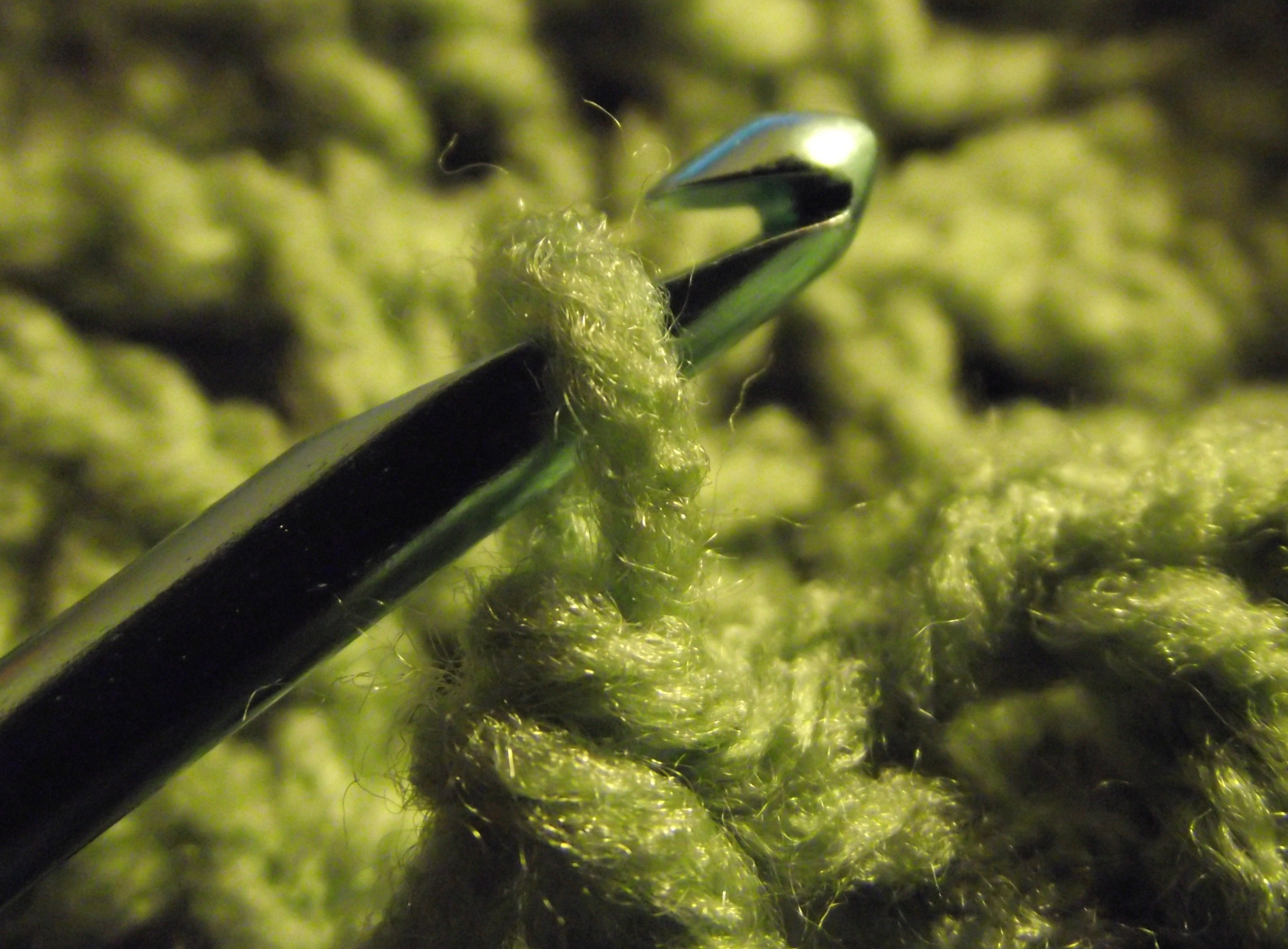
Grönt garn bestående av akrylfibrer.

Akrylfibrer, syntetiska textilfibrer framställda ur polyakrylnitril. Några handelsnamn på akryl är Acrilan, Courtelle, Dralon och Orlon. Akrylfiber tål temperaturer upp emot 200 grader Celsius och är tåligt emot alkali och syror, detta gör materialet utmärkt att använda till skyddskläder.
Akryl och modakryl påminner om varandra. Den kemiska skillnaden ligger i andelen akrylnitril. För att en fiber ska kallas akryl ska viktandelen akrylnitril vara minst 85 procent. Mellan 35 och 85 procent av en modakrylfibers vikt ska komma från Akrylnitril.